# Марсуэн (футбольный клуб)
«Марсуэн» (фр. Marsouins) — реюньонский футбольный клуб из Сен-Леу, выступающего в чемпионате Реюньона. Домашней ареной клуба является стадион Кристол Мариван, вместимостью 4 тысячи зрителей.

## История
Футбольный клуб «Марсуэн» основан в 1955 году.
Свой единственный титул в чемпионате Реюньона команда завоевала в 2000 году. В Кубке Реюньона «Марсуэн» побеждал 2 раз и 2 раз играл в финале. Также в истории клуба есть одна победа в местном розыгрыше, позволяющем выступить в Кубке Франции. На самом турнире в 2000 году реюньонский клуб выбыл после первого матча с «Дьепом» из четвёртого по силе дивизиона (2:5).
Команда участвовал в турнире «Блэк Старс» 1999 года в Париже, где уступила в полуфинале мартиникскому «Клуб Франсискен». В Кубке заморского департамента Франции 2001 года «Марсуэн» занял третье место, обыграв в решающем матче «Ле Гельдар» из Французской Гвианы (2:0).
На всеафриканском уровне клуб выступал трижды. Дебют состоялся в 1998 году рамках Кубка обладателей кубков КАФ, где реюньонцы выбыли после первого матча от маврикийского «Файр Бриджад» (0:4 по сумме двух матчей). В последний раз «Марсуэн» представлял Реюньон в Лиге чемпионов КАФ 2001 года.
В составе команды играли футболисты, имеющие опыт выступления за национальные сборные, такие как Жан-Жак Радонамахафалисон (Мадагаскар) и Жан-Себастьян Бак (Маврикий).

## Достижения
- Чемпион Реюньона: 2000
- Победитель Кубка Реюньона: 1997, 2007

## Последние результаты
| Сезон   | Див. | Место | Кубок Реюньона | Кубок Франции |      | Сезон | Див. | Место       | Кубок Реюньона | Кубок Франции |
| ------- | ---- | ----- | -------------- | ------------- | ---- | ----- | ---- | ----------- | -------------- | ------------- |
| 2010    | I    | 4     | 1/16 финала    | 1/4 финала    | 2018 | I     | 9    |             |                |               |
| 2011    | I    | 9     | 1/16 финала    | 1/16 финала   | 2019 | I     | 12   | 1/8 финала  | 1/2 финала     |               |
| 2012    | I    | 11    | 1/8 финала     | 1/8 финала    | 2020 | I     | 11   |             | 1/4 финала     |               |
| 2013    | II   | 1     | 1/16 финала    | 1/8 финала    | 2021 | I     | 6    |             | 1/8 финала     |               |
| 2014    | I    | 7     | 1/4 финала     | 1/8 финала    | 2022 | I     | 13   | 1/16 финала | 1/16 финала    |               |
| 2015    | I    | 6     | 1/4 финала     | 1/4 финала    | 2023 |       |      | 1/8 финала  |                |               |
| 2016/17 | I    | 8     | Финалист       |               | 2024 |       |      |             |                |               |
| 2017    | I    | 7     |                |               | 2025 |       |      |             |                |               |

## Континентальный турнир
| Сезон | Турнир                       | Этап   | Соперник           | Дома | Гости | Общий        |
| ----- | ---------------------------- | ------ | ------------------ | ---- | ----- | ------------ |
| 1998  | Кубок обладателей кубков КАФ | первый | Файр Бриджад       | 0-3  | 0-1   | 0-4          |
| 1999  | Кубок обладателей кубков КАФ | предв. | Арсенал (Масеру)   | 5-0  | 1-3   | 6-3          |
| 1999  | Кубок обладателей кубков КАФ | первый | Машакене           | 2-1  | 1-2   | 3-3; 5-6 пен |
| 2001  | Лига чемпионов КАФ           | предв. | Мбабане Хайлендерс | 1-1  | 2-0   | 3-1          |
| 2001  | Лига чемпионов КАФ           | первый | Сен-Мишель Юнайтед | 3-2  | 1-2   | 4-4 (в/г)    |